# Isserteaux
Isserteaux település Franciaországban, Puy-de-Dôme megyében. Lakosainak száma 422 fő (2022. január 1.). Isserteaux Fayet-le-Château, Manglieu, Montmorin, Saint-Jean-des-Ollières, Saint-Julien-de-Coppel, Sallèdes és Sugères községekkel határos.

## Népesség
A település népességének változása:
| Lakosok száma | 413  | 415  | 426  | 414  | 412  | 408  | 412  | 417  | 422  |
|               | 2013 | 2015 | 2016 | 2017 | 2018 | 2019 | 2020 | 2021 | 2022 |